# Tanja Hausner

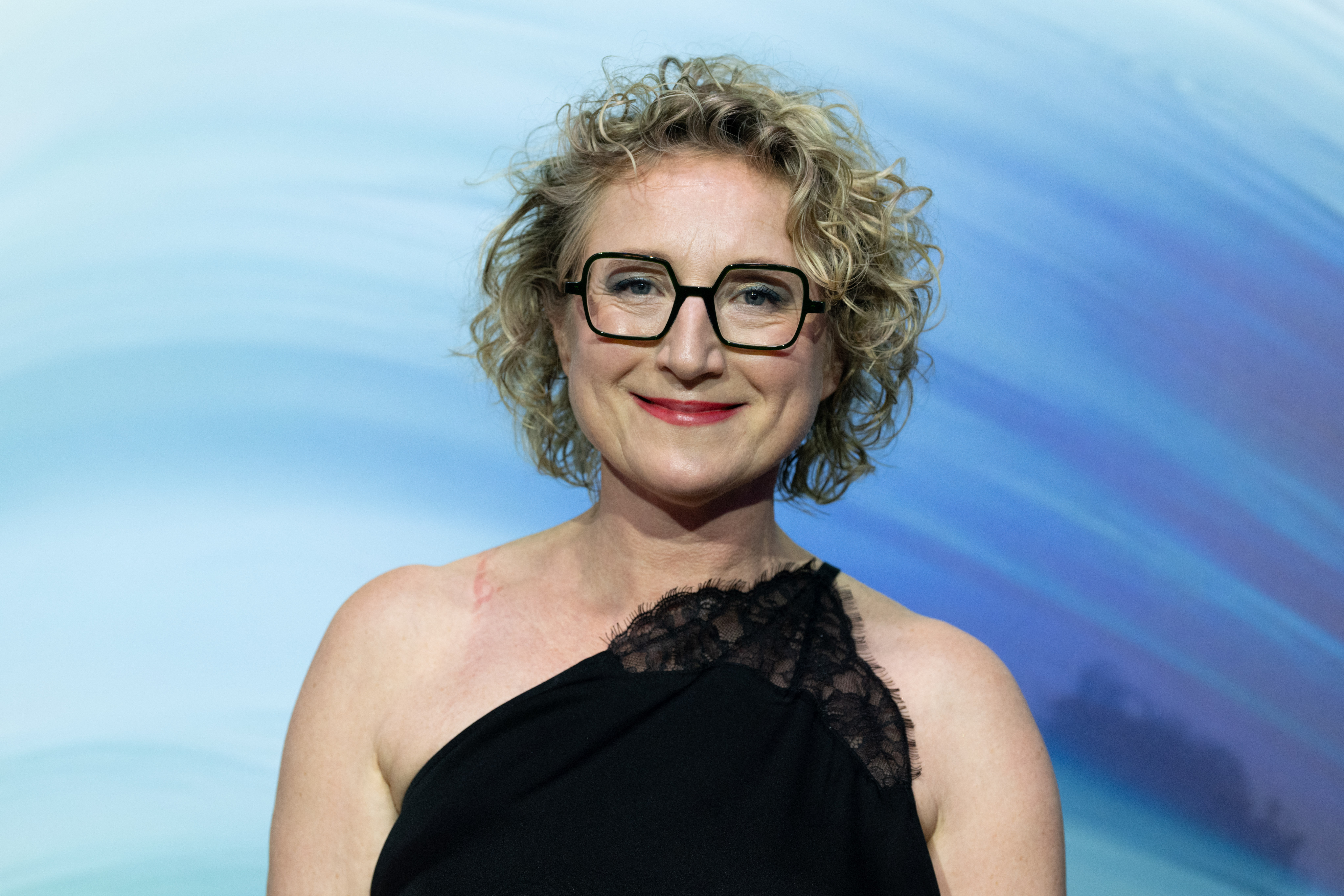
Tanja Hausner bei der Vergabe des Österreichischen Filmpreises 2025

Tanja Hausner (* 1970) ist eine österreichische Kostümbildnerin.

## Leben
Tanja Hausner wurde als Tochter der Malerin Anne Hausner (* 1943) und des Malers Rudolf Hausner geboren und wuchs in Mödling in Niederösterreich auf. Ihre Schwester ist die Filmregisseurin Jessica Hausner, ihre Halbschwester die Malerin Xenia Hausner.
Zu Beginn ihrer Laufbahn zeichnete sie hauptsächlich für die Kostüme in den Filmen ihrer Schwester verantwortlich, später folgte beispielsweise eine Kooperation mit Ulrich Seidl für die Paradies-Trilogie sowie die ursprünglich unter dem Titel Böse Spiele gedrehten Filme Rimini und Sparta (beide 2022).
Beim Österreichischen Filmpreis war sie 2014 für Der Fall Wilhelm Reich und 2015 für Amour Fou für das beste Kostümbild nominiert.
2021 erhielt sie für ihre Arbeit an dem Historiendrama Schachnovelle den Deutschen Filmpreis, mit dem sie 2023 erneut für Sisi & Ich ausgezeichnet wurde.
Tanja Hausner ist Mitglied der Academy of Motion Picture Arts and Sciences, der Akademie des Österreichischen Films und im Verband Österreichischer FilmausstatterInnen (VÖF). 2024 wurde sie Mitglied der Europäischen Filmakademie und mit dem Europäischen Filmpreis 2024 in der Kategorie Bestes Kostümbild für Des Teufels Bad von Veronika Franz und Severin Fiala ausgezeichnet.

## Filmografie
- 1995: Flora (Kurzfilm, Regie: Jessica Hausner)
- 1999: Inter-View (Regie: Jessica Hausner)
- 2001: Lovely Rita (Regie: Jessica Hausner)
- 2004: Hurensohn (Regie: Michael Sturminger)
- 2004: Hotel (Regie: Jessica Hausner)
- 2009: Lourdes (Regie: Jessica Hausner)
- 2012: Spanien (Regie: Anja Salomonowitz)
- 2012: Paradies: Liebe (Regie: Ulrich Seidl)
- 2012: Paradies: Glaube (Regie: Ulrich Seidl)
- 2012: Der Fall Wilhelm Reich (Regie: Antonin Svoboda)
- 2013: Paradies: Hoffnung (Regie: Ulrich Seidl)
- 2013: Die 727 Tage ohne Karamo (Regie: Anja Salomonowitz)
- 2014: Amour Fou (Regie: Jessica Hausner)
- 2014: Ich seh Ich seh (Regie: Veronika Franz und Severin Fiala)
- 2014: Bocksprünge (Regie: Eckhard Preuß)
- 2015: Drei Eier im Glas (Regie: Antonin Svoboda)
- 2016: Kater (Regie: Klaus Händl)
- 2016: Stille Reserven (Regie: Valentin Hitz)
- 2017: Tiere (Regie: Greg Zglinski)
- 2017: Life Guidance (Regie: Ruth Mader)
- 2018: Angelo (Regie: Markus Schleinzer)
- 2019: Little Joe – Glück ist ein Geschäft (Regie: Jessica Hausner)
- 2019: Lillian (Regie: Andreas Horvath)
- 2021: Große Freiheit (Regie: Sebastian Meise)
- 2021: Schachnovelle (Regie: Philipp Stölzl)
- 2022: Rimini (Regie: Ulrich Seidl)
- 2022: Serviam – Ich will dienen (Regie: Ruth Mader)
- 2022: Sparta (Regie: Ulrich Seidl)
- 2023: Sisi & Ich (Regie: Frauke Finsterwalder)
- 2023: Club Zero (Regie: Jessica Hausner)
- 2024: Mit einem Tiger schlafen (Regie: Anja Salomonowitz)
- 2024: Die Herrlichkeit des Lebens (Regie: Georg Maas und Judith Kaufmann)

## Auszeichnungen und Nominierungen
- Österreichischer Filmpreis 2014 – Nominierung in der Kategorie Bestes Kostümbild für Der Fall Wilhelm Reich
- Österreichischer Filmpreis 2015 – Nominierung in der Kategorie Bestes Kostümbild für Amour Fou
- Österreichischer Filmpreis 2019 – Auszeichnung in der Kategorie Bestes Kostümbild für Angelo[14]
- Österreichischer Filmpreis 2020 – Nominierung in der Kategorie Bestes Kostümbild für Little Joe[15]
- Deutscher Filmpreis 2021 – Auszeichnung in der Kategorie Bestes Kostümbild für Schachnovelle
- Diagonale 2022 – Auszeichnung mit dem Diagonale-Preis für das beste Kostümbild für Rimini[16]
- Österreichischer Filmpreis 2022 – Auszeichnung in der Kategorie Bestes Kostümbild für Schachnovelle[17]
- Deutscher Filmpreis 2022 – Nominierung in der Kategorie Bestes Kostümbild für Große Freiheit[18]
- Deutscher Filmpreis 2023 – Auszeichnung in der Kategorie Bestes Kostümbild für Sisi & Ich[19]
- Deutscher Filmpreis 2024 – Nominierung in der Kategorie Bestes Kostümbild für Die Herrlichkeit des Lebens[20]
- Diagonale 2024 – Auszeichnung mit dem Diagonale-Preis für das beste Kostümbild für Club Zero[21]
- Österreichischer Filmpreis 2024 – Auszeichnung in der Kategorie Bestes Kostümbild für Sisi & Ich[22]
- Europäischer Filmpreis 2024 – Auszeichnung in der Kategorie Bestes Kostümbild für Des Teufels Bad[13]
- Österreichischer Filmpreis 2025 – Nominierung in der Kategorie Bestes Kostümbild für Die Herrlichkeit des Lebens[23]